# Pronuncia italiana della lingua inglese
Come avviene quasi inevitabilmente nell'apprendimento di una lingua straniera, le strutture fonetiche della propria madrelingua influenzano la pronuncia della lingua che si vuole imparare, con l'adattamento e l'approssimazione dei suoni di quest'ultima. L'allontanamento dalle pronunce utilizzate dai parlanti nativi può portare alla mancanza di comprensibilità, può essere considerato errore formale di pronuncia, o può semplicemente costituire l'accento straniero che caratterizza quel parlante non nativo.
Accenniamo qui alle particolarità nella pronuncia della lingua inglese che si riscontrano nei parlanti nativi dell'italiano.
- Pronuncia delle vocali inglesi /ɪ/ e /ʊ/, assenti in italiano, come [i] [u], rendendole simili o coincidenti con /iː/ e /uː/. La distinzione tra i componenti di coppie di parole come fill e feel, pull e pool, verrà resa meno chiara o persa del tutto, rendendo omofone queste coppie.
- Pronuncia di /ŋ/ come [ŋɡ], poiché in italiano [ŋ] compare solo come allofono di /n/ prima delle consonanti occlusive velari, come in anche [ˈaŋke], unghia [ˈuŋɡja]. Avremo così pronunce del tipo di [ˈsiŋɡiŋɡ] per singing [ˈsɪŋɪŋ], e la rima fra singer e finger (propriamente [ˈsɪŋə(ɹ)] e [ˈfɪŋɡə(ɹ)]).
- Pronuncia dei gruppi consonantici /sl sm sn/ come [zl zm zn], sonorizzando la /s/ così come avverrebbe in italiano: smile [smaɪl] è pronunciato [zmail], con le stesse consonanti iniziali di smacco [ˈzmakko]; c'è sonorizzazione anche nel gruppo /sw/, con Swatch pronunciato [ˈzwɔtt͡ʃə] in luogo di [swɒt͡ʃ], per possibile analogia con svuoto [ˈzvwɔːto].  In inglese, a differenza dell'italiano, non vi è sonorizzazione della /s/ che precede una consonante sonora, ma piuttosto un assordamento di quest'ultima per contatto con la /s/ sorda.
- Pronuncia geminata delle consonanti graficamente doppie, conformemente alla convenzione ortografica e fonematica dell'italiano, in cui la differenza tra consonanti semplici e rafforzate è distintiva: messy [ˈmɛsi] sarà reso come [ˈmɛssi].
- La lettera <z> in italiano rappresenta le consonanti affricate /t͡s/ e /d͡z/; soprattutto in principio di parola, l'affricata sonora può sostituirsi alla /z/ che è in inglese la pronuncia regolare: zoom [zuːm] diverrà [d͡zum].
- In italiano non vi sono consonanti fricative dentali; di conseguenza, per la pronuncia dell'inglese spesso avverrà che la /θ/ fricativa dentale sorda sarà approssimata con la [t̪] occlusiva dentale sorda, a volte anche con [f], e la /ð/ sonora sarà approssimata con la [d̪].
- In aggiunta a questo, poiché la /t/ e la /d/ alveolari sono realizzate con la pronuncia dentale usata per i corrispondenti fonemi italiani, coppie di parole come there e dare, thy e die diverranno omofone.
- Pronuncia della vocale /æ/ come [ɛ]. Assommando questo a quanto è stato detto, una coppia di parole come that e death può avere pronuncia coincidente.
- Pronuncia della vocale /ʌ/ (normalmente resa in inglese britannico come [ɐ], oppure [ʊ] in alcune aree settentrionali dell'Inghilterra) come [a̠].
- Pronuncia della vocale /ɒ/, usata nella pronuncia britannica, come [ɔ]. Coloro che intendono imitare la pronuncia americana approssimano il corrispettivo americano /ɑ/ con [a̠].
- Pronuncia non aspirata delle consonanti occlusive /p t k/, che in inglese sono regolarmente aspirate in sillaba tonica.
- Le parole italiane solitamente terminano in vocale; le poche consonanti che possono essere finali sono /l m n r/, e mai consonanti sorde: di qui la difficoltà dei parlanti nativi dell'italiano a realizzare in fine di parola altre consonanti, soprattutto le occlusive sorde /p t k/. Per facilitare la pronuncia di queste, vi è spesso la spontanea aggiunta di una vocale epentetica d'appoggio, che può essere uno schwa [ə]: si avrà quindi [ˈʃɔppə] per shop [ʃɒp].
- Poiché la vocale centrale /ə/ non esiste nella pronuncia standard dell'italiano, ci sarà difficoltà a produrla volontariamente; verrà quindi sostituita con altre vocali, facendo riferimento all'ortografia: connect [kəˈnɛkt] verrà reso con [konˈnɛkt(ə)].
- I parlanti dell'italiano sono abituati a considerare l'ortografia come una guida essenziale per la pronuncia: di qui, per l'inglese, la tendenza verso pronunce basate sul modo in cui la parola è storicamente scritta, lontane dalla effettiva pronuncia corrente: avremo aren't [ɑː(ɹ)nt] reso come [ˈarent(ə)], tomb [tuːm] reso come [tɔmb(ə)], chocolate [ˈt͡ʃɒklət] reso come [ˈt͡ʃɔkoleit(ə)].
- Pronuncia di voci verbali monosillabiche terminanti in -ed come bisillabiche: stopped, looked, saranno spesso realizzate come [ˈstɔpped ˈlukked] o [ˈstɔp(p)əd ˈluk(k)əd] in luogo di [stɒpt lʊkt]. Sono addirittura possibili pronunce trisillabiche come [ˈstɔppədə ˈlukkədə].
- I dittonghi /aɪ eɪ ɔɪ aʊ/ sono realizzati con il secondo elemento più chiuso e lungo di quanto sia nella pronuncia inglese, per analogia con dittonghi italiani simili; a volte può esserci anche uno scioglimento del dittongo, con pronuncia bisillabica di parole come boy [ˈbɔːi] o now [ˈnaːu].
- Il dittongo presente in go, note, pronunciato /əʊ/ nello standard britannico, viene spesso realizzato come [o] senza dittongazione.
- La differenza di articolazione della /r/, che in inglese è approssimante [ɹ], mentre in italiano è vibrante, può portare a difficoltà nella pronuncia.
- La consonante /l/ manca della velarizzazione che in inglese ha davanti ad altra consonante o in fine di parola.
- La consonante /h/, assente in italiano, è spesso dimenticata nella pronuncia. Oppure, per ipercorrettismo, viene pronunciata quando non si dovrebbe.